# Stazione di Ashburys
La stazione di Ashburys è una delle stazioni ferroviarie suburbane di Manchester, in Inghilterra, ad 1 km dal centro della città e serve i quartieri di Beswick e West Gorton. La stazione si trova sulla linea per Ashton-under-Lyne e Sheffield.
Questa stazione veniva usata dai lavoratori della Rolls-Royce.

## Storia
Fu aperta nel 1846.